# John Fox (cestista)

Fox al tiro con la maglia della Jollycolombani Forlì.

John J. Fox (Filadelfia, 16 luglio 1965) è un ex cestista statunitense, professionista in Italia e in Francia.

## Carriera
È stato selezionato dai Chicago Bulls al terzo giro del Draft NBA 1987 (56ª scelta assoluta).
Ha giocato dal 1988 al 1998 in Italia fra Serie A2 e Serie A1 a Milano, Padova, Rimini e a Forlì.

## Palmarès
- CBA All-Rookie First Team (1988)